# Imperfektiva tantum
Unter Imperfektiva tantum (ebenso Perfektiva tantum) versteht man in der Linguistik das Auftreten von aspektdefektiven Formen. 
In vielen Sprachen, die über einen eigenen Verbalaspekt verfügen, kann es vorkommen, dass manche Verben nur über eine einzige grammatikalische Aspektform verfügen: entweder sind diese Verben nur bildbar mittels ihrer imperfektiven Form (Imperfektiva tantum) oder sie können nur mit ihrem perfektiven Aspekt gebildet werden (Perfektiva tantum). Anders formuliert fehlen diesen aspektdefektiven Formen jeweils eine der beiden Dublett-Formen. 
Als Beispiel sei hier aus dem Bereich der Slawistik im Bulgarischen Folgendes angemerkt: alle Verbformen, die sich als latinisierte Lehnwörter herausstellen, enden in der Nennform auf -ирам. All diese Formen sind Imperfektiva tantum, da sie keinen perfektiven Aspekt besitzen. Hierzu gehören beispielsweise телефонирам (telefonieren), дискутирам (diskutieren) oder  колективирам (kollektivieren).

## Weblink
- Skript von Rolf-Rainer Lamprecht, Universität Potsdam: Russische Sprache der Gegenwart (RSG) Verb: Aspektbildung